# Bahamazanger
De Bahamazanger (Setophaga flavescens, synoniem: Dendroica flavescens) is een zangvogel uit de familie der Parulidae (Amerikaanse zangers).

## Verspreiding en leefgebied
Deze soort is endemisch op de Bahama's, een onafhankelijk land in het Caraïbisch gebied.